# Автостоп

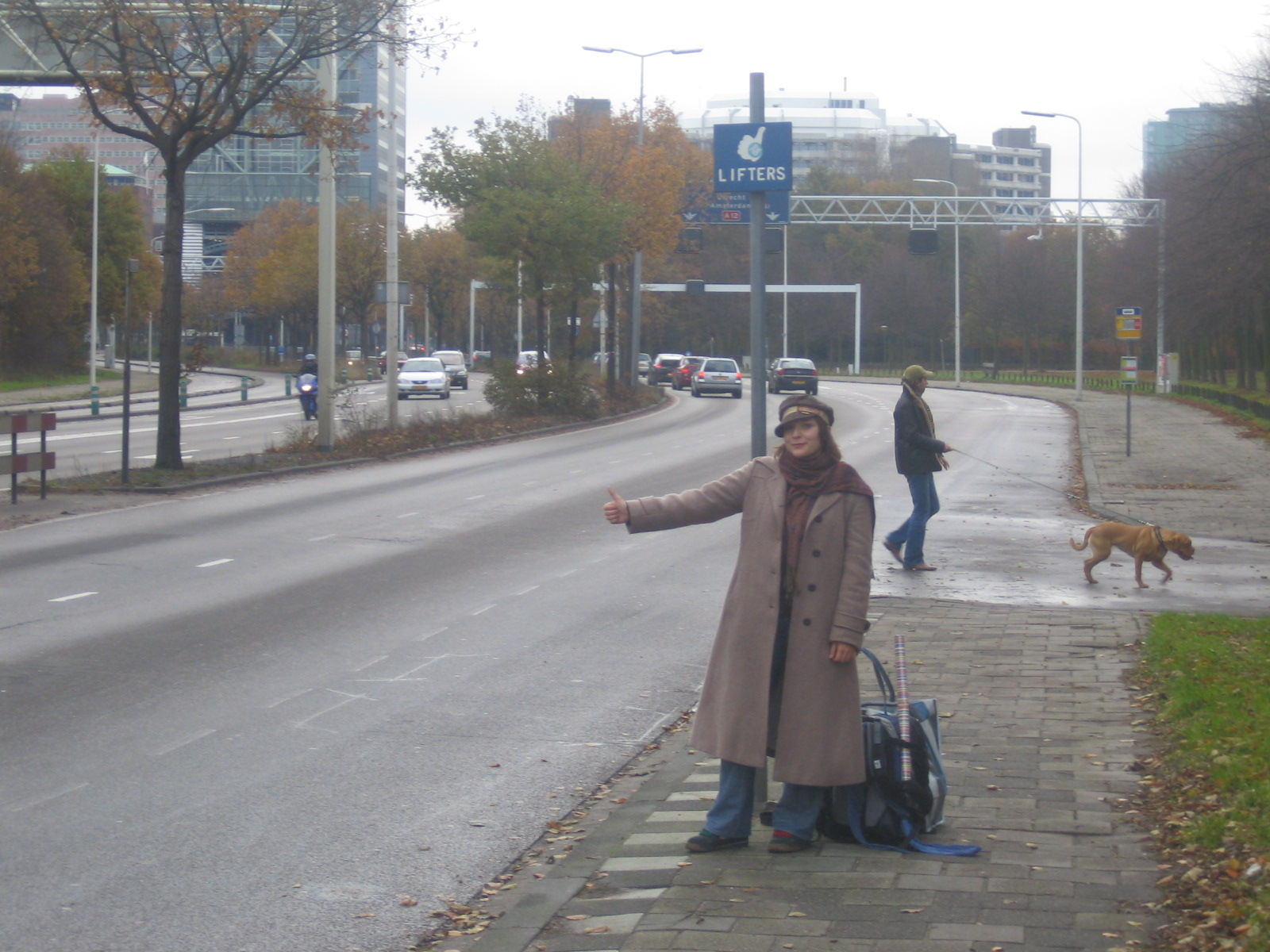
Спеціальне місце для автостопу в Гаазі, Нідерланди

Автосто́п (від фр. auto-stop; англ. hitchhiking) — спосіб пересування автопопутників, що полягає у використанні попутного автотранспорту. 

## Означення поняття
Часто у визначення автостопу закладається безкоштовність. Але слово «автостоп» з тим же успіхом застосовується і до пересування на випадковому транспорті з оплатою проїзду. Також, дехто додає до визначення автостопу згоду водія транспорту на перевезення, але деякі джерела відносять і безквитковий проїзд в громадському транспорті до автостопу, вводячи категорії «етичного» та «неетичного» автостопу.

## Ідея та мотивація
Існує декілька причин для використання такого способу пересування: 
- відсутність інших засобів транспорту, якими можна доїхати до пункту призначення;
- відсутність фінансових коштів на транспорт або бажання їх заощадити;
- раптова несправність двигуна власного автомобіля, аварія що сталася на дорозі;
- бажання пережити пригоду, зустріти нових людей та спілкуватися з ними; не тільки попутник, але й водій може зустріти цікаву людину та обмінятися корисною інформацією;
- бажання покращити екологію, раціональніше використовувати транспортні засоби, адже автомобілі часто перевозять тільки одну особу.

## Роди автостопу за видами транспорту
Згідно з однією з класіфікацій виділяються такі роди автостопу:
- автостоп нульового роду — на біотранспорті (верблюдах, конях, підводах) або транспорті без двигуна (велосипеди);
- автостоп першого роду (найпоширеніший) — на легкових і вантажних автомобілях, автобусах та інших наземних нерельсових транспортних засобах;
- автостоп другого роду — на залізничному транспорті;
- автостоп третього роду — гідростоп — на кораблях, катерах, поромах, човниках та інших водних транспортних засобах;
- автостоп четвертого роду — авіастоп — на літаках, вертольотах, дирижаблях та інших повітряних транспортних засобах;
- автостоп п'ятого роду поки є фантастичним, під ним розуміють використання космічного транспорту.

За замовчуванням під словом «автостоп» вважають автостоп першого роду.

## Методи голосування

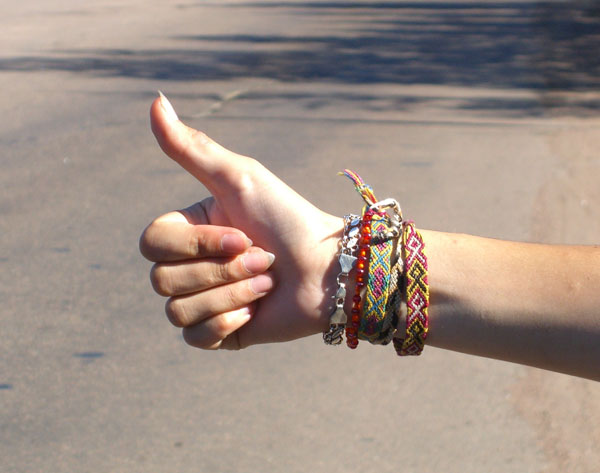
Жест автостопника

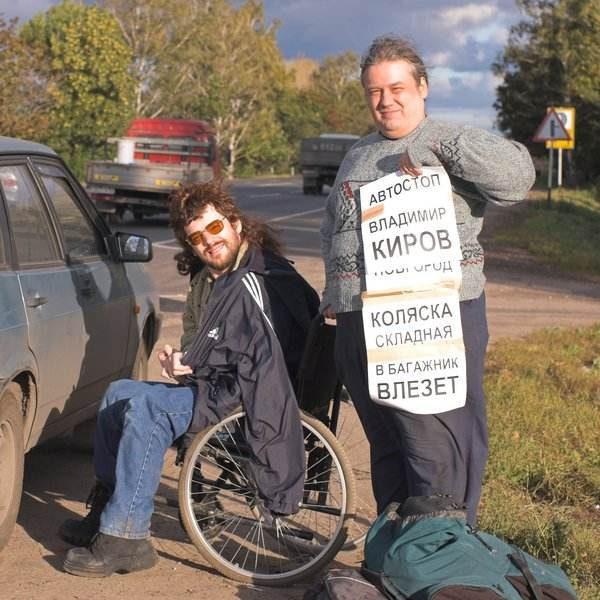

Способи голосування відрізняються в різних країнах світу, а найпоширенішим міжнародним сигналом автостопника є піднятий вгору великий палець.

## Наукова теорія автостопу
Науковий підхід до автостопу має на меті узагальнення експериментальних знань в цій діяльності і представлення їх у вигляді методів для застосування на практиці.
Всупереч переконанню що автостоп є непередбачуваним, можна робити прогнози автостопного процесу, бо завдяки великій кількості транспорту на трасі він піддається статистичному і ймовірнісному опису.
Продуктами таких досліджень стають численні книги відомих мандрівників-автостопників.

## Історія автостопу
Стихійне пересування автостопом з'явилося з появою першого автомобільного транспорту на початку XX століття. Згодом велику роль в просуванні світового автостопу зіграли хіпі, оскільки автостоп давав їм можливість подорожувати і знайомитися з різними людьми, не витрачаючи грошей, яких вони зазвичай не мали.

## Безпека
У пошуках нових вражень та пригод тисячі підлітків та молодих людей вирушають літаками у далекі країни. Чимало цих мандрівників, щоб зекономити гроші, планують подорожувати автостопом. Але, на жаль, у більшості частин світу такі подорожі не можна нині назвати цікавими й відносно безпечними. На ризик наражаються як мандрівники, так і ті, хто їх підвозить.
|  | Ті, хто мандрує з туристичною групою, хто виїхав у службових справах або дотримується добре продуманого маршруту подорожі, рідко зникають. Більшість людей, яких зрештою заносять до списку зниклих в Австралії або інших країнах, зазвичай мандрують найдешевшим способом, склавши усе необхідне в рюкзак за плечима. |

## Автостоп у мистецтві
- Попутник (фільм, 1986)
- Попутник 2
- Попутник (фільм, 2007)

## Мережі для організованого автостопу
- AVTOSTOPS.RU - Пошук попутників чи водіїв в дорогу з усієї України, Білорусі та Росії [Архівовано 6 серпня 2020 у Wayback Machine.]
- AVTOSTOPOM.ORG — Глобальний міжнародний портал миттєвих повідомлень для пошуку подорожніх  [Архівовано 25 вересня 2008 у Wayback Machine.]
- ПОДВЕЗУ - Автостоп онлайн. Пошук попутників  [Архівовано 2 липня 2012 у Wayback Machine.]